# 市立田沢湖病院
市立田沢湖病院（しりつたざわこびょういん）は、秋田県仙北市田沢湖生保内にある、仙北市が設置した公立の医療機関である。
仙北市田沢湖歯科診療所を併設する。

## 概要
旧仙北郡田沢湖町が設立した救急告示病院だったが、田沢湖町が仙北市となって市立になったあと2006年9月で救急告示病院の指定を返上した。
2006年10月以降、仙北市内の救急はすべて市立角館総合病院に集中することになった。

## 沿革
- 1958年（昭和33年）5月 - 田沢湖町国民健康保険直営病院として、仙北郡田沢湖町生保内字武蔵野に3診療科で開設。
- 1967年（昭和42年）4月 - 地方公営企業法の一部適用、同時に田沢湖町立田沢湖病院に改称する。
- 1971年（昭和46年）6月 - 田沢湖町生保内字水尻に新築移転し、4診療科・病床数70床になる。
- 1973年（昭和48年）9月 - 診療科歯科を開設。
- 1975年（昭和50年）3月 - 歯科が田沢湖町歯科診療所として分離する。
- 1990年（平成2年）2月 - 救急告示病院に指定される。
- 2003年（平成15年）6月 - 田沢湖町生保内字浮世坂（現在地）に田沢湖町歯科診療所と新築移転し、この日を開設日とする。
- 2005年（平成17年）9月20日 - 田沢湖町が仙北市となり、市立田沢湖病院に改称する。この日を開設日とする[1]。
- 2006年（平成18年）9月 - 救急告示病院の指定を返上。

## 保険指定施設
- 労災保険指定医療機関
- 生活保護法指定医療機関
- 医療保護施設
- 原子爆弾被害者一般疾病医療取扱医療機関
- 小児慢性特定疾患治療研究事業受託病院
- 特定疾患治療研究事業受託病院
- 生活保護法指定介護機関

## 診療科等
- 内科
- 外科
- 整形外科
- 皮膚科
- 脳神経外科
- 神経内科
- 呼吸器内科
- 泌尿器科
- 耳鼻咽喉科

## 認定専門医人数
専門医の人数はあきた医療情報ネットワークが公開している数値による。
- 一般社団法人日本外科学会 外科専門医 1人
- 一般財団法人日本消化器病学会 消化器病専門医 1人

## 近隣の施設
- 仙北市田沢湖健康増進センター[3]
- グランマート田沢湖店（旧・タカヤナギ田沢湖プラザ）
- 秋田おばこ農業協同組合田沢湖駅前支店
- JR東日本 秋田新幹線・田沢湖線 田沢湖駅

## 交通アクセス
- 鉄道
  - JR東日本 田沢湖駅から徒歩3分
- 路線バス : 羽後交通田沢湖病院前バス停徒歩0分
  - 生保内線 : 角館営業所 - 角館駅前 - 角館病院前 - 田沢湖病院前 - 田沢湖駅前
- 車 : 駐車場60台、無料
  - 国道341号から市道経由すぐ

## 関連事項
仙北市内の公立病院
- 市立角館総合病院